# 성주 백인당 향나무
성주 백인당 향나무는 대한민국 경상북도 성주군 월향면에 있는 향나무이다. 2015년 7월 6일 경상북도의 기념물 제171호로 지정되었다.

## 개요
이 나무는 경산이씨(京山李氏) 옛 선조로서 조선 세종조에 제주 안무사를 지낸 이흥문(李興門, 1380~1451)이 제주도에서 가져와 식수한 것으로 전하는 일명 탐라항(耽羅香)이다. 처음 향나무가 식수된 곳은 이용문의 생가로써 현재 향나무가 위치한 경상북도 문화재자료 제287호 백인당 전면의 민가 뒷마당 담에 잇닿아 있었으나 2006년 4월에 현재의 위치로 이식하였다.
나무 높이는 6m, 둘레는 1,2m, 수관폭은 6m 정도이다.
향나무가 소재한 백인(百忍)마을과 새터(新基), 상포(上浦), 중포(中浦) 등 현재의 안포리 일대는 덤개(巖浦)라 불리는 곳으로, 고려 때 삼중대광(三重大匡) 광평군(廣平君) 이능(李能)의 봉작식 읍지(封爵食邑地)인 바, 고려 말에 경산이씨 소부윤(少府尹) 01 함(李城)이 광평군의 사위가 되어 입항하게 되면서 백인, 새터, 상포 세 마을은 경산이씨 집성촌이 되어 오늘에 이르고 있다. 제주 향나무를 옮겨 심은 이흥문은 사헌부 대사헌을 지냈으며 소부윤 이 함의 손자이다
이 향나무는 생육상태가 원만하여 생태학적 연구 자료로서 가치가 높고, 덤개 마을의 구심적 역할을 하고 있는 향토적 상징물이며, 지역의 역사적 인물상과 연관된 문화적 생활상을 엿볼 수 있는 역사문화자원으로서의 보존가치가 높은 희귀목이다.

## 참고 문헌
- 성주 백인당 향나무 - 국가유산청 국가유산포털